# Oleksandr Šadčyn
Oleksandr Volodymyrovyč Šadčyn (in ucraino Олександр Володимирович Шадчин?, in russo Александр Владимирович Шадчин?, Aleksandr Vladimirovič Šadčin; Kremenčuk, 16 aprile 1969) è un ex pallavolista e allenatore di pallavolo sovietico, dal 1991 ucraino.
Giocava nel ruolo di centrale.

## Palmarès

### Club
- Campionato della CSI: 1

1991-92
- Campionato italiano: 1

1995-96
- Campionato tedesco: 1

2004-05
- Campionato italiano A2: 1

2003-04
- Coppa Italia di Serie A2: 1

2003-04

### Nazionale (competizioni minori)
- Campionato mondiale under 21 1987
- Campionato europeo under 20 1988
- Campionato mondiale under 21 1989